# Lars Fant
Lars Mikael Fant, född 24 september 1946 i Oscars församling i Stockholm, är en svensk språkvetare och professor.
Lars Fant är son till direktören Fred Fant och Margit Nordlöf samt sonson till borgmästaren Gunnar Fant. Lars Fant bedrev akademiska studier, blev filosofie kandidat och tjänstgjorde som förlagsredaktör hos Almqvist & Wiksell Förlags AB.
Han disputerade 1984 på en avhandling om spanska språket vid Uppsala universitet. Han är professor i romanska språk, särskilt inriktad på iberoromanska sådana, vid Stockholms universitet sedan 1988.
Han var 1970–1974 gift med konstnären Tatiana Groniewicz Fant (född 1946) som är mor till hans son, författaren Mikael Fant (född 1971).